# Fernando Nicolas Oliva
Fernando Nicolas Oliva (født 26. september 1971) er en tidligere argentinsk fodboldspiller.
Han har spillet for flere forskellige klubber i sin karriere, herunder Shimizu S-Pulse.